# Mangabeira (cartunista)
Fernando Pieruccetti, conhecido como Mangabeira, (Belo Horizonte, 1910 — Belo Horizonte, novembro de 2004) foi um pintor, desenhista, cartunista, ilustrador e professor brasileiro.
Conhecido como Mangabeira, Pieruccetti criou na década de 40, através de charges no extinto Folha de Minas, as charges do Galo como representante do Clube Atlético Mineiro. Também em 1945, lançou a raposa como mascote do Cruzeiro Esporte Clube, após ter se inspirado no ex-presidente cruzeirense Mário Grosso, conhecido por sua esperteza e astúcia no comando dos negócios do time azul e branco. Curiosamente, à semelhança dos dois mascotes, Cruzeiro Esporte Clube e Atlético Mineiro tem uma intensa rivalidade. Também criador do símbolo do Coelho para o América-MG, inspirado no sobrenome de muitos dirigentes na época, o Tigre para o Sete de Setembro, a Tartaruga para o Siderúrgica e o Leão para o Villa Nova entre outros tantos.
Em 1936, Fernando Pieruccetti foi um dos artistas que expôs no Salão do Bar Brasil, evento que deu origem ao Modernismo mineiro no campo das Artes plásticas.